# فارس بن حزام
فارس بن حزام إعلامي وكاتب سعودي، عين مديراً عاماً لقناة الإخبارية السعودية ومسؤولاً عن الشؤون الإخبارية في التلفزيون والإذاعة في هيئة الإذاعة والتلفزيون في سبتمبر عام 2019م. وكان قبل ذلك مديراً لتحرير قناة العربية منذ عام 2015م.

## العمل
- يعمل مديراً لقناة الإخبارية السعودية من سبتمبر عام 2019م.[4]
- عين مديراً لتحرير قناة العربية في ديسمبر عام 2015م.[5]
- عمل أكثر من عشر سنوات في قناة العربية.[6]
- كتب في صحيفة الرياض من عام 2005م إلى عام 2012م.[7]